# Seznam dílů seriálu Happy!
Toto je seznam dílů seriálu Happy!. Americký komediální televizní seriál Happy! měl premiéru na stanici Syfy. Dne 4. června 2019 byl seriál stanicí Syfy po dvou řadách zrušen.

## Přehled řad
| Řada | Díly | Premiéra v USA   | Premiéra v USA  |
| Řada | Díly | První díl        | Poslední díl    |
| ---- | ---- | ---------------- | --------------- |
| 1    | 8    | 6. prosince 2017 | 31. ledna 2018  |
| 2    | 10   | 27. března 2019  | 29. května 2019 |

## Seznam dílů

### První řada (2017–2018)
| Č. v seriálu | Č. v řadě | Původní název                    | Režie          | Scénář                        | Premiéra v USA    |
| ------------ | --------- | -------------------------------- | -------------- | ----------------------------- | ----------------- |
| 1            | 1         | Saint Nick                       | Brian Taylor   | Grant Morrison a Brian Taylor | 6. prosince 2017  |
| 2            | 2         | What Smiles Are For              | Brian Taylor   | Patrick Macmanus              | 13. prosince 2017 |
| 3            | 3         | When Christmas Was Christmas     | Brian Taylor   | Brian Taylor                  | 20. prosince 2017 |
| 4            | 4         | Year of the Horse                | Wayne Yip      | Noelle Valdivia               | 27. prosince 2017 |
| 5            | 5         | White Sauce? Hot Sauce?          | Wayne Yip      | Peter Macmanus                | 10. ledna 2018    |
| 6            | 6         | The Scrapyard of Childish Things | David Petrarca | Ken Kristensen                | 17. ledna 2018    |
| 7            | 7         | Destroyer of Worlds              | Brian Taylor   | Matthew White                 | 24. ledna 2018    |
| 8            | 8         | I Am the Future                  | Brian Taylor   | Brian Taylor a Grant Morrison | 31. ledna 2018    |

### Druhá řada (2019)
| Č. v seriálu | Č. v řadě | Původní název                      | Režie              | Scénář                                 | Premiéra v USA  |
| ------------ | --------- | ---------------------------------- | ------------------ | -------------------------------------- | --------------- |
| 9            | 1         | The War on Easter                  | Brian Taylor       | Grant Morrison a Brian Taylor          | 27. března 2019 |
| 10           | 2         | Tallahassee                        | Christopher Meloni | Evan Reilly                            | 3. dubna 2019   |
| 11           | 3         | Some Girls Need A Lot Of Repenting | Brian Taylor       | Noelle Valdivia                        | 10. dubna 2019  |
| 12           | 4         | Blitzkrieg!!!                      | Joseph Kahn        | Ken Kristensen                         | 17. dubna 2019  |
| 13           | 5         | 19 Hours and 13 Minutes            | Marianna Palka     | Ahamdu Garba                           | 24. dubna 2019  |
| 14           | 6         | Pervapalooza                       | Marianna Palka     | Patrick Macmanus a Ashley Michel Hoban | 1. května 2019  |
| 15           | 7         | Arlo and Marie                     | Wayne Yip          | Noelle Valdivia                        | 8. května 2019  |
| 16           | 8         | A Friend of Death                  | Wayne Yip          | Brian Taylor                           | 15. května 2019 |
| 17           | 9         | Five Chicken Fingers and a Gun     | Brian Taylor       | Patrick Macmanus a Ashley Michel Hoban | 22. května 2019 |
| 18           | 10        | Resurrection                       | Brian Taylor       | Brian Taylor                           | 29. května 2019 |